# Campanulorchis globifera
Campanulorchis globifera är en orkidéart som först beskrevs av Robert Allen Rolfe, och fick sitt nu gällande namn av Friedrich Gustav Brieger. Campanulorchis globifera ingår i släktet Campanulorchis och familjen orkidéer. Inga underarter finns listade i Catalogue of Life.